# Welcome in Tziganie
 (avril 2022).
Welcome in Tziganie est un festival annuel de musiques tziganes et balkaniques créé en 2008. 
Il se déroule chaque année le dernier week-end d’avril, du vendredi au dimanche, à Seissan, dans le département du Gers (Occitanie). 
Il accueille environ 15 000 participants ; il est un festival de référence des cultures tziganes et balkaniques en France et en Europe.
Depuis sa création, le festival a accueilli des artistes de nombreux pays, valorisant la diversité des cultures roms et balkaniques : manouche, sintés, gitans, tzigane, et plus généralement les musiques d'Europe de l'est... 
Welcome in Tziganie met à l'honneur d'autres disciplines artistiques et approches des cultures tziganes et balkaniques, notamment sur la programmation du Off : village culturel associatif, cirque, contes, arts de rue, projections, expositions, conférences…
Le festival est soutenu par l’association L’Air des Balkans.

## Histoire
En 2008, Florian Calvez, étudiant en BTS Animation et Gestion Touristique Locale, organise une soirée de concerts à La Fenière à Pavie, une projection débat et une exposition à Auch. 
En 2010, le festival se déroule sur 3 jours à Auch, préfecture du département du Gers. 
En 2015, le festival s'installe aux arènes de Seissan, dans le Théâtre de Verdure du Soleil D'or.

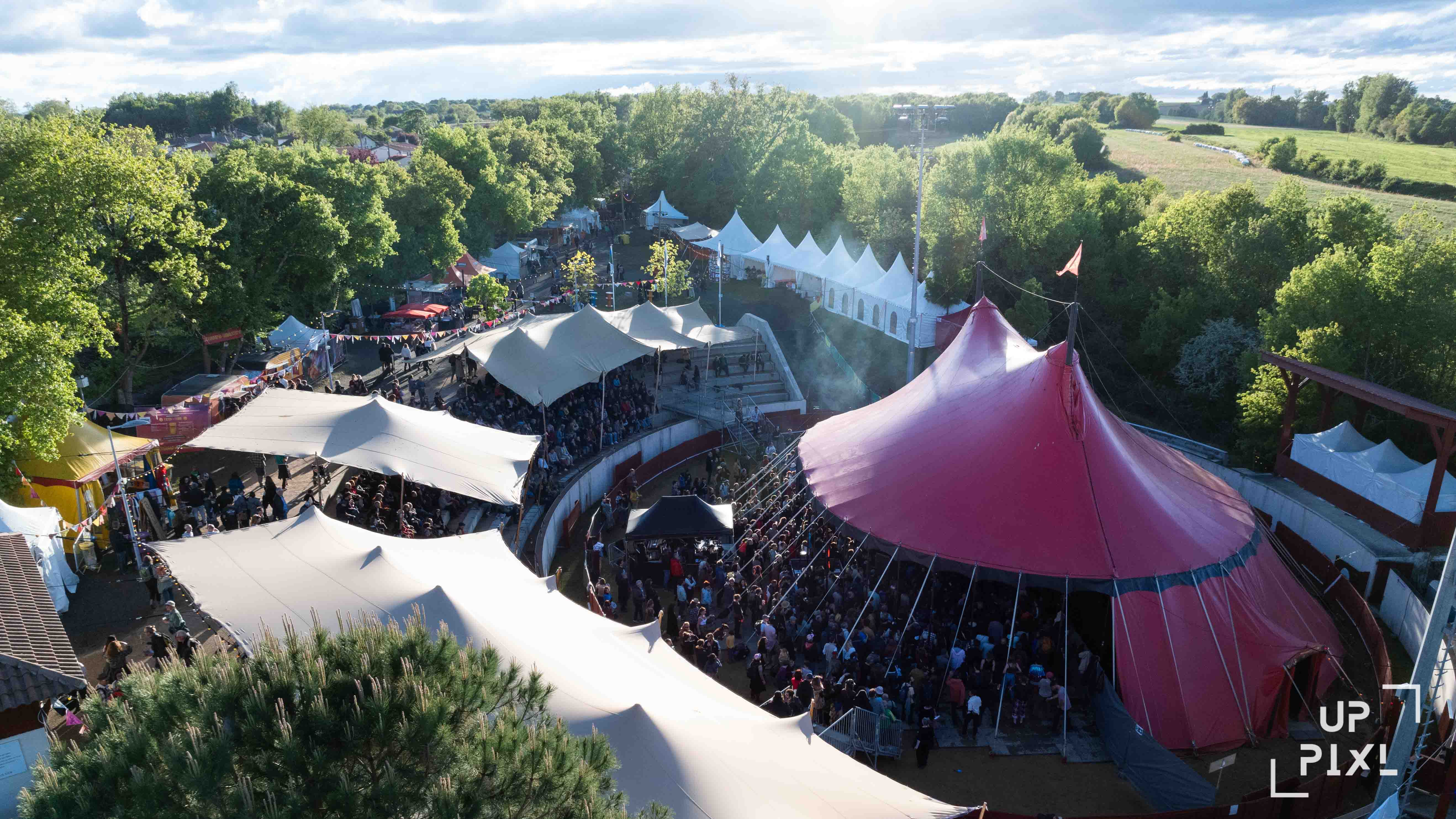
Le site du festival.

Depuis son implantation sur la Communauté de communes Val de Gers, l’association l’Air des Balkans, qui soutient le festival, développe des actions avec la collectivité durant toute l’année : Esti’val de Gers, stages, résidences de territoire.

## Présentation
Le festival permet de découvrir les artistes de la scène musicale d’Europe de l’Est et au-delà, ayant un lien avec les cultures tsiganes dans leurs diversités (Inde,, Espagne…). Les fanfares balkaniques côtoient des groupes de musique fusionnant traditions et musiques actuelles, ainsi que des voix et danses tziganes.
Les concerts commencent à partir de 18h dans le théâtre de verdure du Soleil d'Or, dans un chapiteau installé au centre de la piste. Le placement est libre : assis dans les gradins ou debout dans la fosse. 
Des stands de restauration et des buvettes sont installés autour de l'arène et à l’extérieur.

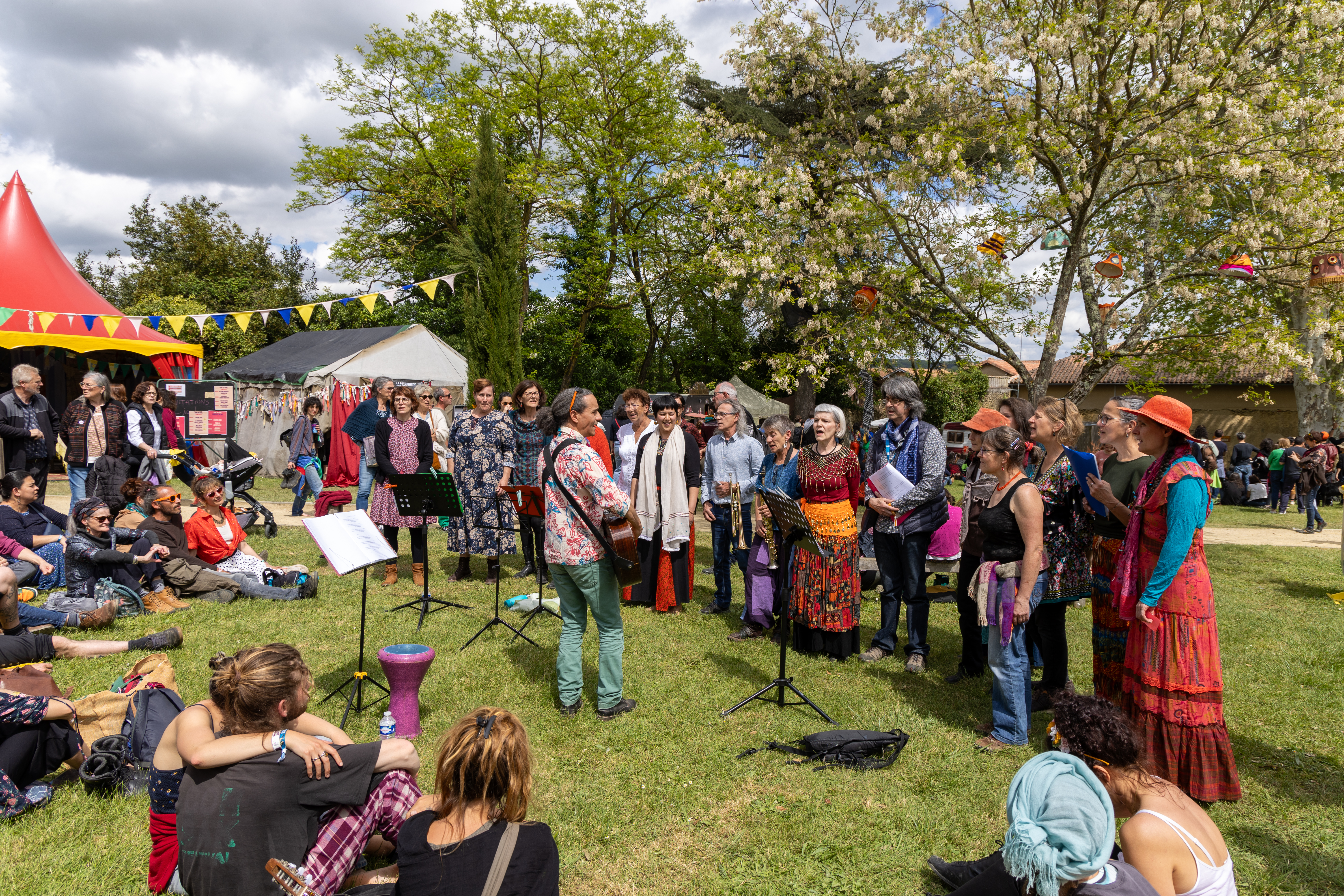
Le Off du festival.

L'après-midi, des stages animés par les artistes programmés au festival (chants, instruments de musique, danses) sont proposés aux festivaliers, ainsi que des tables rondes, ateliers et conférences. 
Pendant le festival, le Off, dans le parc Pierre Bédat de Monlaur, gratuit et en accès libre, propose un village culturel, regroupant artisans, artistes et associations, spectacles, projections et diverses animations.
Un terrain de camping et un terrain pour camion aménagé sont proposés aux festivaliers.

## Fréquentation et dates
- 2014 : 25 au 27 avril à Auch - 5 000 festivaliers

- 2015 : 24 au 26 avril à Seissan - 6 000 festivaliers

- 2016 : 22 au 24 avril à Seissan - 7 000 festivaliers

- 2017[10],[11]: 28 au 30 avril à Seissan - 8 000 festivaliers

- 2018 : 27 au 29 avril à Seissan[12] - 9 000 festivaliers

- 2019 : 26 au 28 avril à Seissan - 10 000 festivaliers
- 2021 : 2 au 4 juillet à Seissan - 3 000 festivaliers (jauge limitée en raison de la pandémie COVID)
- 2022 : du 29 avril au 1er mai à Seissan - 10 000 festivaliers
- 2023 : du 28 au 30 avril à Seissan - 12 000 festivaliers
- 2024 : du 26 au 28 avril à Seissan - 16 000 festivaliers

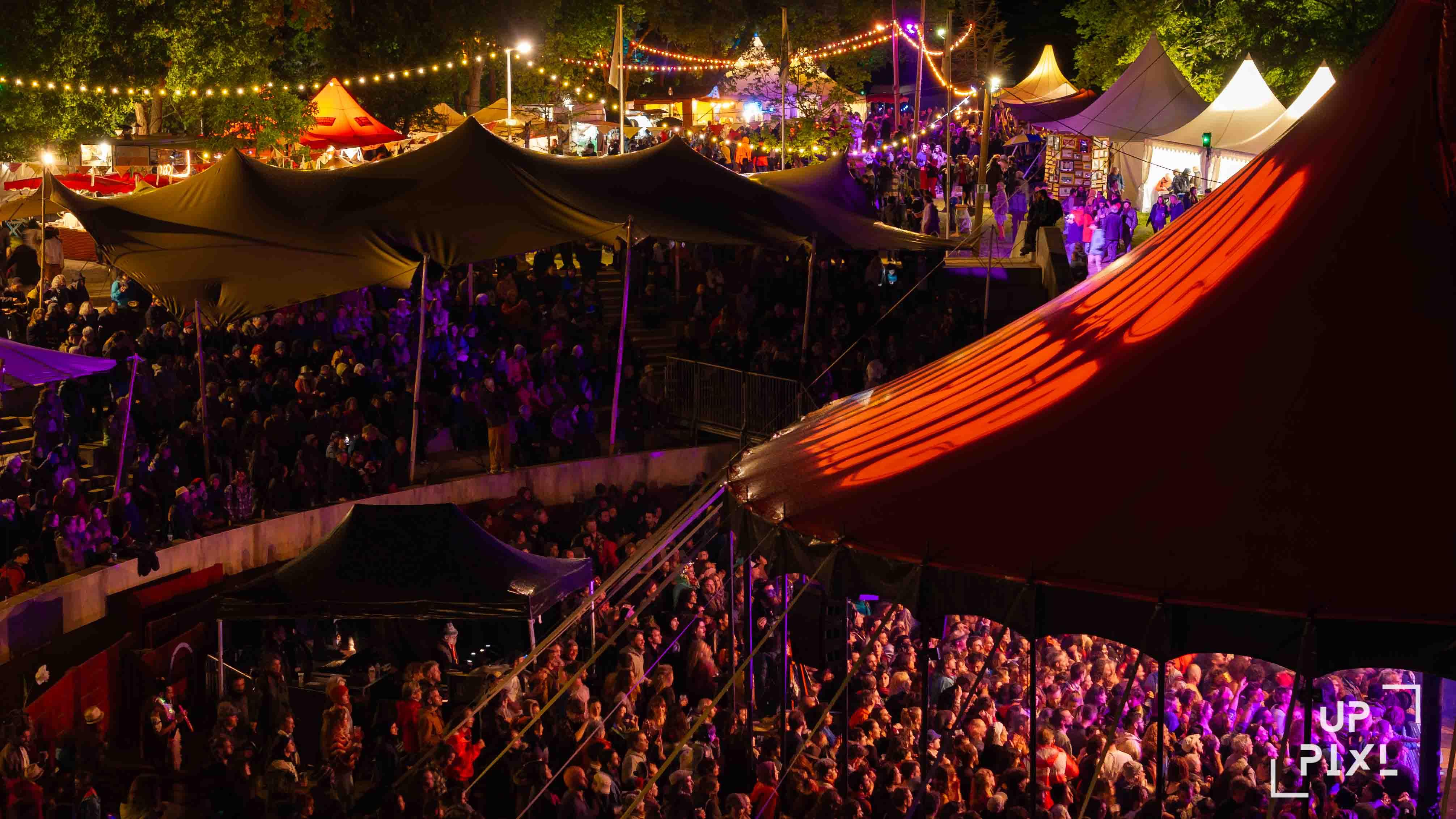
Une soirée au festival.

## Programmation
2024 : Kočani Orkestar, La Caravane Passe (+ invités : Mouss & Hakim, Mourad Musset de La Rue Kétanou, Aälma Dili, Ana Talabard, Antoine Tato Garcia, Mehdi Nassouli, Luiza), Unza Unza Orchestra (ex Emir Kusturica & The No Smoking Orchestra), Sabor de Gracia, Taksim Trio, Koza Mostra, hommage à Ferus Mustafov (avec Sefkhi Jahjic), Bollywood Masala Orchestra, Bojan Ristic, Dunkelbunt, Balkan Paradise Orchestra, Shazalakazoo Live Band.
2023 : Dubioza Kolektiv, Balkan Beat Box, Soviet Suprem, Shantel, Ivo Papasov, Ionica Minune, Juan Carmona, Ekrem Mamutovic, Karandila, Monika Lakatos, Energy Band, Kultur Shock, DJ Spery.
2022 : Gipsy Kings feat. Nicolas Reyes, Natacha Atlas & Dzambo Agusevi Orchestra, Remedios Amaya, Parno Graszt & Bohemian Betyars, Kiril Djaikovski, Elvis Ajdinovic & Jelena Markovic, Bako Jovanovic, Pad Brapad, Kal, Ramazan Sesler.
2021 : Paco de Lucia Quintet & Pascual Gallo, Taraf de Caliu, Roby Lakatos, Arbat, Tato Garcia & Steeve Laffont & Peret Reyes, Josef Josef, Las Migas, Les Andalousies, Azulenca.
2019 : Emir Kusturica, Titi Robin, La Caravane Passe, Amsterdam Klezmer Band, Dzambo Agusev, Viorica & Taraful de la Clejani, Click Here (DJ Click Banda), Bojan Kristic, Divanhana, Romano Atmo.
2018 : Fanfare CIocarlia, Shantel, Boulou & Elios Ferre, Bireli Lagrene, Rona Hartner & DJ Tagada, Besh O Drom, Dhoad, Mascarimiri, Sasa Krstic, Khamoro Budapest Band, Cie Mohein.
2017 : Goran Bregovic, Stochelo Rosenberg, Folk Masters, hommage à Esma Redzepova, Dzambo Agusevi, Imam Baildi, Ekrem Mamutovic, Bako Jovanovic, Romafest, Äl Jawala, Aälma Dili, Shazalakazoo.
2016 : Urs Karpatz, Mostar Sevdah Reunion, Steeve Laffont & Costel Nitescu, Sasa Krstic, Ferus Mustafov & Naat Veliov, Karievi Orkestar, Click Here, Ziveli Orkestar, Romengo & Juan de Lerida, Gypsy Sound System Orchestra, Bgko.
2015 : Les Yeux Noirs, Ivo Papasov, Angelo Debarre & Noé Reinhardt, Norig, Koza Mostra, Ekrem Mamutovic, Fanfara Tirana & Transglobal Underground, Haïdouti Orkestar, Tekameli, Zaragraf.
2014 : Esma Redzepova, Bratsch, Titi Robin, Dubioza Kolektiv, Dzambo Agusevi Orkestar, Opus 4, Slonovski Bal, Zuralia Orchestra.
2013 : Taraf de Haïdouks, Tchavolo, Dorado & Samson Schmitt, Amsterdam Klezmer Band, Salijevic Orkestar & Ferus Mustafov, Pad Brapad / Vojasa.
2012 : Boban i Marko Markovic Orkestar, Besh O Drom, Rafael Pradal Trio, Parno Graszt, Odjila, Matrimia, Davaï, DJ Tagada & Toma Fetermix, DJ Boris Viande.
2011 : Kočani Orkestar, Mahala Rai Banda, Kesaj Tchave, Les Etoiles de Roumanie, Alma Flamenca, Raki Balkan Sound System, DJ Stanbul, Haïde, Vrack.
2010 : Swing 39 invite Mandino Reinhardt & Thomas Kretzschmar, Nadara Gypsy Band, Fanfare Vagabontu, Slivo Electric Klub, Divano Dromensa, DJ Soumnakai, DJ Pushit.
2009 : Turbo Niglo Trio, Traio Romano, Les Raspoutines, Ziveli Orkestar, DJ Kumpania Beats.
2008 : Rodinka, Vrack, DJ Kumpania Tzigane.

## Galerie

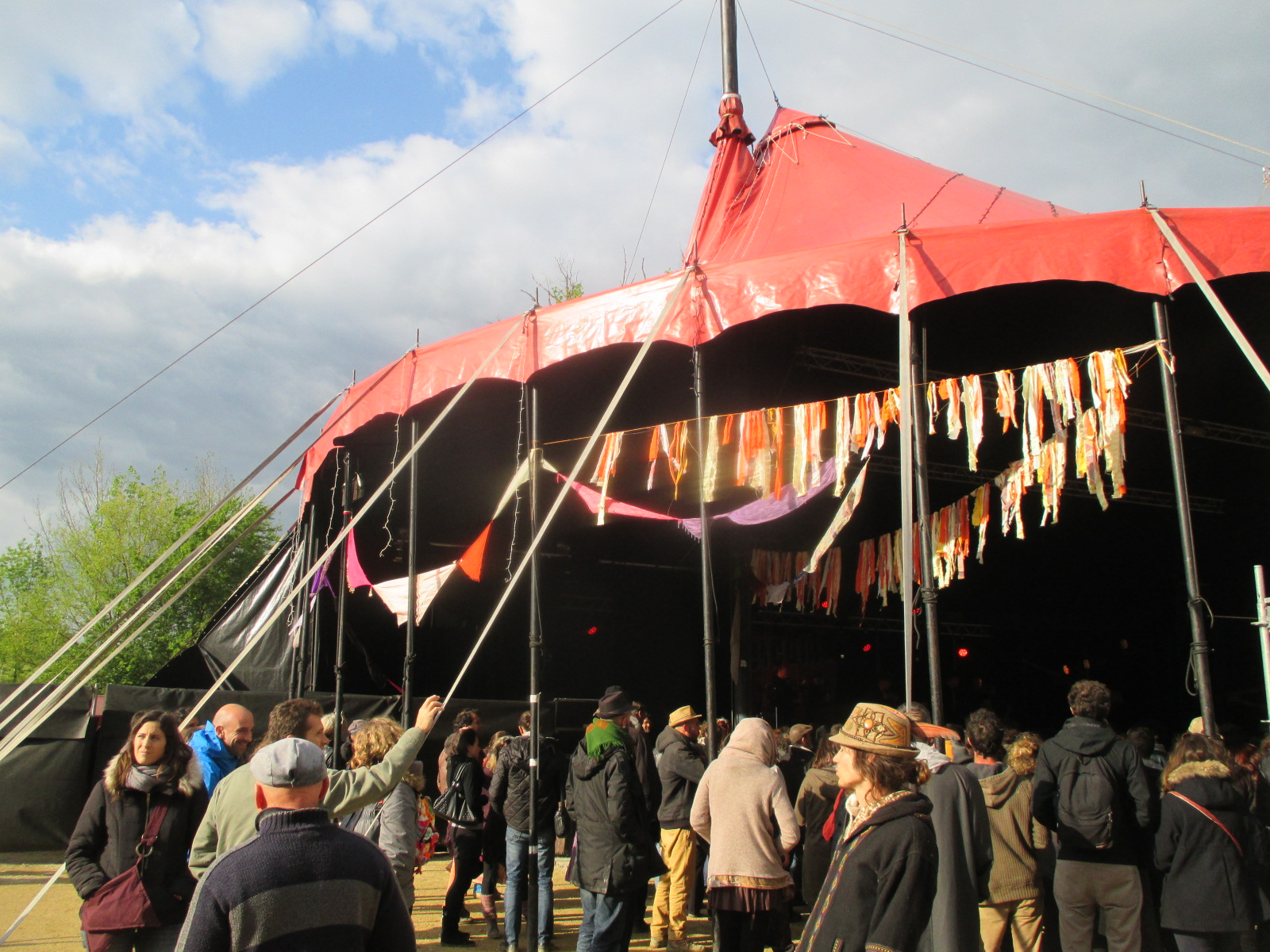
Chapiteau Welcome in Tziganie.
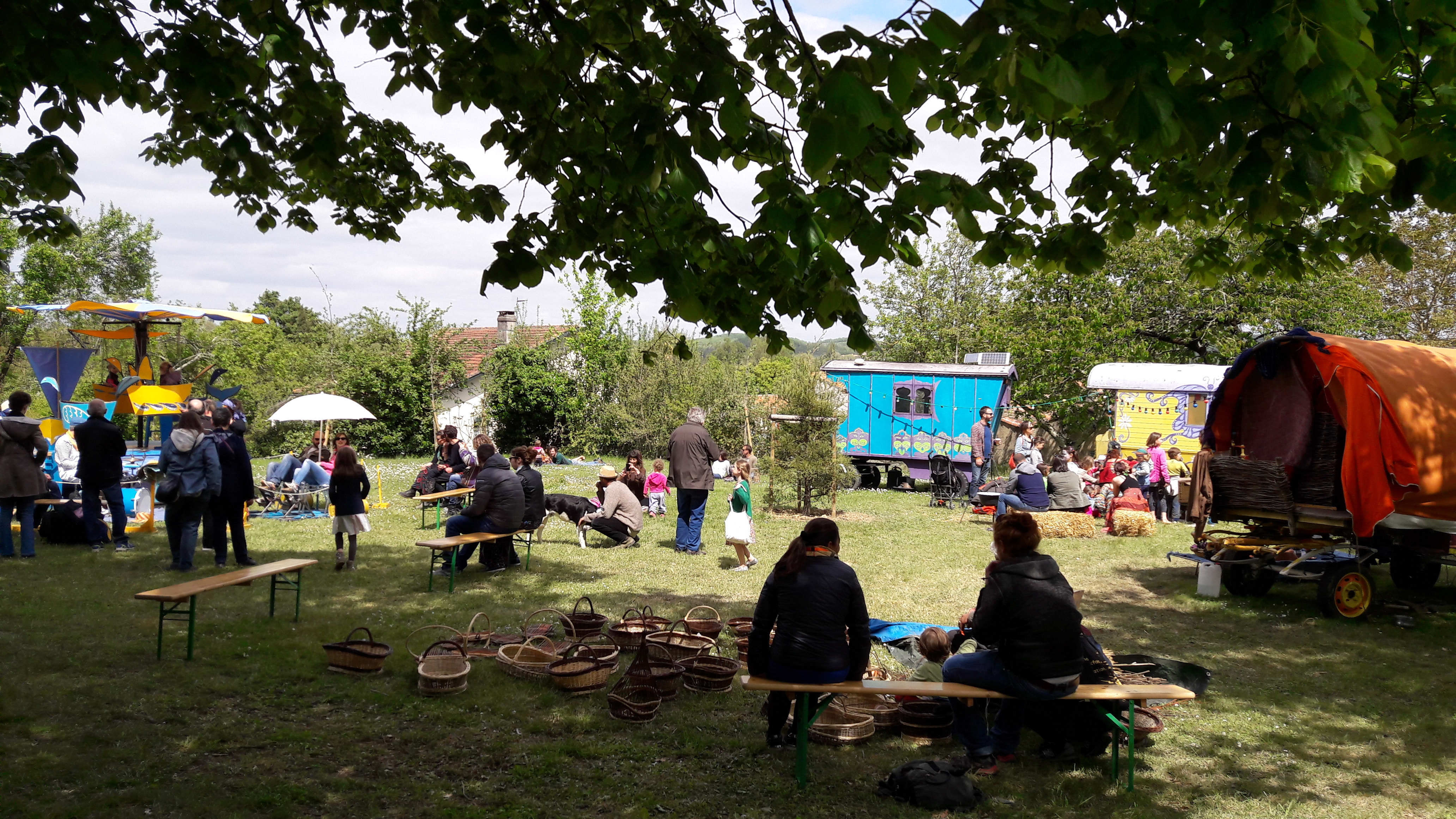
Festival Off Welcome in Tziganie.
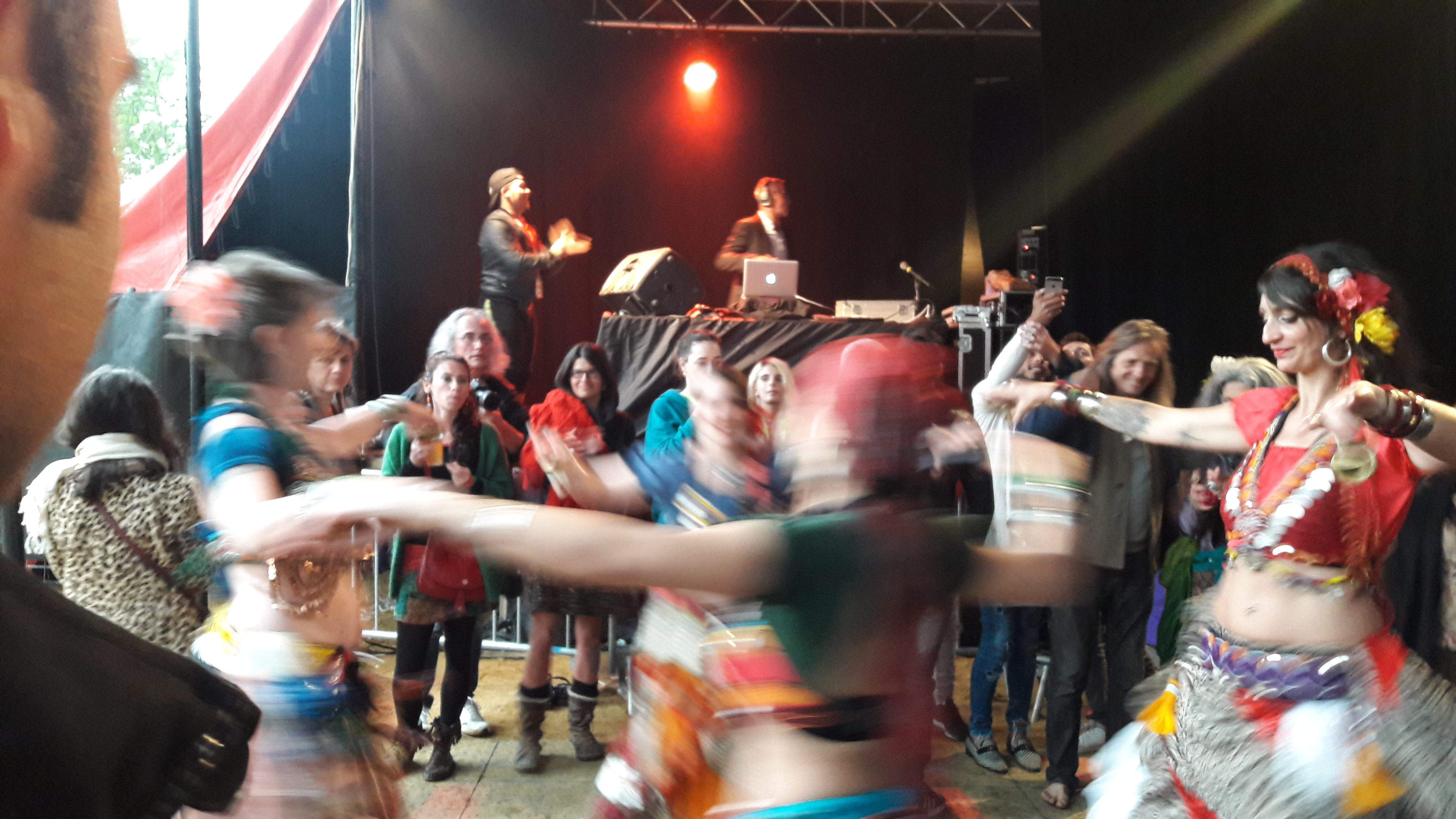
Danseuses pendant l'inter-plateaux.